# Seleman (Tanjung Agung)
Seleman is een bestuurslaag in het regentschap Muara Enim van de provincie Zuid-Sumatra, Indonesië. Seleman telt 2209 inwoners (volkstelling 2010).